# O’Dayne Richards
O’Dayne Richards (* 14. Dezember 1988 im Saint Andrew Parish) ist ein jamaikanischer Leichtathlet, der sich auf das Kugelstoßen spezialisiert hat. Er war Inhaber des jamaikanischen Landesrekordes und gewann 2015 die Bronzemedaille bei den Weltmeisterschaften in Peking. Zudem siegte er bei den Commonwealth Games 2014 (Glasgow) und den Panamerikanischen Spielen 2015 (Toronto) und zählt damit zu den erfolgreichsten Kugelstoßern seines Landes.

## Sportliche Laufbahn
Erste internationale Erfahrungen sammelte O’Dayne Richards bei den U23-NACAC-Meisterschaften 2010 in Miramar, bei denen er mit 18,03 m die Bronzemedaille gewann. Anschließend gewann er bei den Zentralamerika- und Karibikspielen (CAC) in Mayagüez mit 18,74 m die Silbermedaille hinter seinem Landsmann Dorian Scott. Zudem belegte er im Diskuswurf mit 54,10 m Platz vier. Im Jahr darauf siegte er bei den Zentralamerika- und Karibikmeisterschaften ebendort mit 19,16 m und bei der Sommer-Universiade in Shenzhen mit 19,93 m. Im Diskuswurf schied er mit 47,46 m in der Qualifikation aus. Zwei Jahre darauf gewann er bei den CAC-Meisterschaften in Morelia mit 20,97 m erneut Gold und schied bei den Weltmeisterschaften in Moskau  mit 19,08 m in der Qualifikation aus. 2014 nahm er an den Hallenweltmeisterschaften im polnischen Sopot teil und scheiterte mit 19,77 m in der Qualifikation. Anschließend siegte er bei den Commonwealth Games in Glasgow mit 21,61 m vor dem Neuseeländer Tomas Walsh und wurde Zweiter beim Continental-Cup in Marrakesch. 2015 triumphierte er bei den Panamerikanischen Spielen in Toronto mit 21,69 m vor dem Kanadier Tim Nedow und qualifizierte sich damit für die Weltmeisterschaften in Peking, bei denen er überraschend mit ebenfalls 21,69 m im Finale die Bronzemedaille gewann. 2016 nahm er erstmals an den Olympischen Spielen in Rio de Janeiro teil und belegte dort im Finale mit 20,64 m den achten Platz.
2017 nahm er erneut an den Weltmeisterschaften in London teil, scheiterte diesmal aber mit 19,95 m in der Qualifikation. 2018 belegte er bei den Hallenweltmeisterschaften in Birmingham mit 19,93 m Platz elf und wurde bei den Commonwealth Games Anfang April im australischen Gold Coast mit 20,80 m Vierter. Anschließend gewann er bei den Zentralamerika- und Karibikspielen in Barranquilla mit 21,02 m die Goldmedaille vor seinem Landsmann Ashinia Miller und sicherte sich dann bei den NACAC-Meisterschaften in Toronto mit 20,89 m die Bronzemedaille hinter dem US-Amerikaner Darrell Hill und Tim Nedow aus Kanada. 2019 belegte er bei den Panamerikanischen Spielen in Lima mit 20,07 m den fünften Platz und schied anschließend bei den Weltmeisterschaften in Doha mit derselben Weite in der Qualifikationsrunde aus. 2022 wurde er bei den Commonwealth Games in Birmingham mit 19,90 m Sechster und gewann dann bei den NACAC-Meisterschaften in Freeport mit 20,05 m die Bronzemedaille hinter den US-Amerikanern Roger Steen und Adrian Piperi. 2023 gelangte er bei den Panamerikanischen Spielen in Santiago de Chile mit 18,37 m auf Rang neun.
In den Jahren zwischen 2013 und 2019 sowie 2021 und 2022 wurde Richards jamaikanischer Meister im Kugelstoßen. Er ist Absolvent der University of Technology in Jamaika.

## Persönliche Bestleistungen
- Kugelstoßen: 21,96 m, 16. Juli 2017 in Rabat
  - Kugelstoßen (Halle): 20,68 m, 1. Februar 2019 in Nehvizdy (jamaikanischer Rekord)
- Diskuswurf: 58,31 m, 30. Juni 2012 in Kingston